# サッカーポルトガル代表
サッカーポルトガル代表（サッカーポルトガルだいひょう、ポルトガル語: Selecção Portuguesa de Futebol）は、ポルトガルサッカー連盟（FPF）によって構成される、ポルトガルのサッカーのナショナルチームである。

## 歴史

### 1960年代 - 1990年代
初出場となった1966年のイングランドW杯では、準々決勝で北朝鮮相手に0-3から5得点して逆転勝ちするなど、3位に入った。しかしその後は低迷し、国際大会の予選敗退が続いた。1984年のUEFA欧州選手権1984で久々に国際舞台に立ち、ベスト4に進出し、2年後のメキシコW杯では欧州予選の最終戦で地区予選通算で無敗の西ドイツにアウェイで勝利して本大会出場を決めるが、グループステージ敗退に終わり、その後再び低迷した。
この状況を打破したのが1989年、1991年のFIFAワールドユース選手権で優勝したルイス・フィーゴ、ルイ・コスタ、パウロ・ソウザ、フェルナンド・コウト、ジョアン・ピントらを筆頭とするゴールデン・ジェネレーション（黄金世代）であった。1996年のUEFA EURO '96で初めてフル代表での国際大会に挑んだ彼らは、「アコーディオン・システム」と呼ばれる中盤での頻繁なポジションチェンジとパスサッカーを駆使してベスト8進出を果たした。

### 2000年代 - 2010年代
UEFA EURO 2000ではFWにヌーノ・ゴメスという人材を得てベスト4に入った。2002年日韓W杯では優勝候補として挙げられるも、グループリーグ初戦のアメリカ戦で敗れ、同最終戦の韓国戦では退場者を2人も出すというアクシデントもあって0-1で敗れ、グループリーグ敗退となった。この大会を最後に黄金世代の多くが代表引退を表明した。
開催国として出場したUEFA EURO 2004では初戦、ギリシャに敗れグループリーグ敗退の危機に陥ったが、ルイス・フェリペ・スコラーリ監督は大幅なメンバーの入れ替えを敢行し、クリスティアーノ・ロナウド、デコ、リカルド・カルヴァーリョら黄金世代に代わる新戦力を軸に決勝進出を果たし、決勝でギリシャに再び敗れたものの準優勝となった。
その後も世代交代が進み、ベテランと若手が噛み合わさり2006年ドイツW杯ではエウゼビオ時代以来40年ぶりとなるワールドカップでのベスト4進出を果たした。UEFA EURO 2008ではドイツに敗れベスト8、2010年南アフリカW杯ではスペインに敗れベスト16。UEFA EURO 2012では2大会ぶりのベスト4進出を果たしたが、スペインに延長PK戦の末敗れた。2014年ブラジルW杯では最終的には勝ち点4でアメリカと並んだものの、ドイツとの初戦で0-4の大敗を喫したことが響きグループリーグで敗退した。
UEFA EURO 2016ではグループリーグでは3引き分けと苦しむが、ラウンドオブ16ではクロアチアに延長後半12分のリカルド・クアレスマのゴールで1-0で勝利、準々決勝でポーランドにPK戦の末勝利、準決勝でウェールズにロナウドの1ゴール1アシストで勝利し、3大会ぶりに決勝進出。決勝で地元フランスを相手に、エデルの延長後半4分ゴールが決勝点となり、1-0で勝利、UEFA欧州選手権で初優勝を果たした。ポルトガルの主要大会でのタイトルは歴史上これが初めてである。
欧州選手権優勝により、FIFAコンフェデレーションズカップ2017に出場。グループAを2勝1分の首位で準決勝に進出したものの、チリに0-0からのPK戦で敗れ、3位決定戦でメキシコに延長の末2-1で勝利、3位となった。
2018 FIFAワールドカップでは、欧州選手権チャンピオンとして優勝候補に挙げられる一方で、クリスティアーノ・ロナウドが前回大会に続いて前年度のバロンドールに選出されたことから、いわゆる「バロンドールの呪い」のジンクスを指摘する向きもあった。グループBでは、スペインとの初戦でロナウドがハットトリックを記録するなど1勝2分の2位で、2大会ぶりに決勝トーナメント進出を果たしたが、決勝トーナメント初戦のウルグアイ戦で、エディンソン・カバーニに2ゴールを許し1-2で敗退した。

### 2020年代
1年順延されたUEFA EURO 2020ではグループリーグ初戦でハンガリーに勝利するも、第2戦のドイツ戦で敗れ、前回の2016年大会決勝の再現となった第3戦のフランス戦では引き分け、1勝1敗1分けの勝ち点4の3位で通過した。ラウンドオブ16ではベルギーに敗れ、大会2連覇はならなかった。カタールで行われた2022 FIFAワールドカップでは、準々決勝でモロッコに0-1で敗れベスト8となった。
2023年のUEFA EURO 2024予選ではスロバキアやルクセンブルクなどとグループJに入り、10戦全勝・得失点差+34という圧倒的な内容で突破し、本選出場を決めた。翌年ドイツで開催された本大会では、グループFの初戦・第2戦でそれぞれチェコ、トルコに勝って1試合を残して首位通過が確定。最終戦ではターンオーバーを実施したこともあり、格下のジョージアに0-2で敗れた。決勝トーナメント1回戦でスロバキアに勝利した後、準々決勝でフランスに負け、2大会連続のベスト8であった。なお決勝トーナメント2試合の決着はいずれもPK戦までもつれ込んだ。
4季連続のリーグAで迎えたUEFAネーションズリーグ2024-25では、クロアチア、スコットランド、ポーランドと同組となり、4勝2分の無傷で首位通過を果たした。決勝ラウンドでは準々決勝第2戦でデンマークを5-2で圧倒すると、準決勝でドイツに逆転勝ちを収める。前年の欧州選手権を制したスペインとの決勝では2度リードを許しながらもPK戦に持ち込み、5-3で同国を破って2度目の栄冠を手にした。

## 成績
優勝      準優勝     3位     4位

### FIFAワールドカップ
| 開催国 / 年 | 成績               | 試       | 勝       | 分       | 負       | 得       | 失       |
| ----------- | ------------------ | -------- | -------- | -------- | -------- | -------- | -------- |
| 1930        | 不参加             | 不参加   | 不参加   | 不参加   | 不参加   | 不参加   | 不参加   |
| 1934        | 予選敗退           | 予選敗退 | 予選敗退 | 予選敗退 | 予選敗退 | 予選敗退 | 予選敗退 |
| 1938        | 予選敗退           | 予選敗退 | 予選敗退 | 予選敗退 | 予選敗退 | 予選敗退 | 予選敗退 |
| 1950        | 予選敗退           | 予選敗退 | 予選敗退 | 予選敗退 | 予選敗退 | 予選敗退 | 予選敗退 |
| 1954        | 予選敗退           | 予選敗退 | 予選敗退 | 予選敗退 | 予選敗退 | 予選敗退 | 予選敗退 |
| 1958        | 予選敗退           | 予選敗退 | 予選敗退 | 予選敗退 | 予選敗退 | 予選敗退 | 予選敗退 |
| 1962        | 予選敗退           | 予選敗退 | 予選敗退 | 予選敗退 | 予選敗退 | 予選敗退 | 予選敗退 |
| 1966        | 3位                | 6        | 5        | 0        | 1        | 17       | 8        |
| 1970        | 予選敗退           | 予選敗退 | 予選敗退 | 予選敗退 | 予選敗退 | 予選敗退 | 予選敗退 |
| 1974        | 予選敗退           | 予選敗退 | 予選敗退 | 予選敗退 | 予選敗退 | 予選敗退 | 予選敗退 |
| 1978        | 予選敗退           | 予選敗退 | 予選敗退 | 予選敗退 | 予選敗退 | 予選敗退 | 予選敗退 |
| 1982        | 予選敗退           | 予選敗退 | 予選敗退 | 予選敗退 | 予選敗退 | 予選敗退 | 予選敗退 |
| 1986        | グループリーグ敗退 | 3        | 1        | 0        | 2        | 2        | 4        |
| 1990        | 予選敗退           | 予選敗退 | 予選敗退 | 予選敗退 | 予選敗退 | 予選敗退 | 予選敗退 |
| 1994        | 予選敗退           | 予選敗退 | 予選敗退 | 予選敗退 | 予選敗退 | 予選敗退 | 予選敗退 |
| 1998        | 予選敗退           | 予選敗退 | 予選敗退 | 予選敗退 | 予選敗退 | 予選敗退 | 予選敗退 |
| 2002        | グループリーグ敗退 | 3        | 1        | 0        | 2        | 6        | 4        |
| 2006        | 4位                | 7        | 4        | 1        | 2        | 7        | 5        |
| 2010        | ベスト16           | 4        | 1        | 2        | 1        | 7        | 1        |
| 2014        | グループリーグ敗退 | 3        | 1        | 1        | 1        | 4        | 7        |
| 2018        | ベスト16           | 4        | 1        | 2        | 1        | 6        | 6        |
| 2022        | ベスト8            | 5        | 3        | 0        | 2        | 12       | 6        |
| 合計        | 出場8回            | 35       | 17       | 6        | 12       | 61       | 43       |

### UEFA欧州選手権
| 開催国 / 年 | 成績            | 試       | 勝       | 分       | 負       | 得       | 失       |
| ----------- | --------------- | -------- | -------- | -------- | -------- | -------- | -------- |
| 1960        | 予選敗退        | 予選敗退 | 予選敗退 | 予選敗退 | 予選敗退 | 予選敗退 | 予選敗退 |
| 1964        | 予選敗退        | 予選敗退 | 予選敗退 | 予選敗退 | 予選敗退 | 予選敗退 | 予選敗退 |
| 1968        | 予選敗退        | 予選敗退 | 予選敗退 | 予選敗退 | 予選敗退 | 予選敗退 | 予選敗退 |
| 1972        | 予選敗退        | 予選敗退 | 予選敗退 | 予選敗退 | 予選敗退 | 予選敗退 | 予選敗退 |
| 1976        | 予選敗退        | 予選敗退 | 予選敗退 | 予選敗退 | 予選敗退 | 予選敗退 | 予選敗退 |
| 1980        | 予選敗退        | 予選敗退 | 予選敗退 | 予選敗退 | 予選敗退 | 予選敗退 | 予選敗退 |
| 1984        | ベスト4         | 4        | 1        | 2        | 1        | 4        | 4        |
| 1988        | 予選敗退        | 予選敗退 | 予選敗退 | 予選敗退 | 予選敗退 | 予選敗退 | 予選敗退 |
| 1992        | 予選敗退        | 予選敗退 | 予選敗退 | 予選敗退 | 予選敗退 | 予選敗退 | 予選敗退 |
| 1996        | ベスト8         | 4        | 2        | 1        | 1        | 5        | 2        |
| 2000        | ベスト4         | 5        | 4        | 0        | 1        | 10       | 4        |
| 2004        | 準優勝          | 6        | 3        | 1        | 2        | 8        | 6        |
| 2008        | ベスト8         | 4        | 2        | 0        | 2        | 7        | 6        |
| 2012        | ベスト4         | 5        | 3        | 1        | 1        | 6        | 4        |
| 2016        | 優勝            | 7        | 3        | 4        | 0        | 9        | 4        |
| 2021        | ベスト16        | 4        | 1        | 1        | 2        | 7        | 7        |
| 2024        | ベスト8         | 5        | 2        | 2        | 1        | 5        | 3        |
| 合計        | 出場9回/優勝1回 | 44       | 21       | 12       | 11       | 61       | 40       |

### UEFAネーションズリーグ
| UEFAネーションズリーグ | UEFAネーションズリーグ | UEFAネーションズリーグ | UEFAネーションズリーグ | UEFAネーションズリーグ | UEFAネーションズリーグ | UEFAネーションズリーグ | UEFAネーションズリーグ | UEFAネーションズリーグ | UEFAネーションズリーグ | UEFAネーションズリーグ |
| 開催年                 | リーグ                 | グループ               | 試                     | 勝                     | 分                     | 負                     | 得                     | 失                     | Rank                   |                        |
| ---------------------- | ---------------------- | ---------------------- | ---------------------- | ---------------------- | ---------------------- | ---------------------- | ---------------------- | ---------------------- | ---------------------- | ---------------------- |
| 2018–19                | A                      | 3                      | 6                      | 4                      | 2                      | 0                      | 9                      | 4                      | 優勝                   |                        |
| 2020–21                | A                      | 3                      | 6                      | 4                      | 1                      | 1                      | 12                     | 4                      | 5位                    |                        |
| 2022–23                | A                      | 2                      | 6                      | 3                      | 1                      | 2                      | 11                     | 3                      | 6位                    |                        |
| 合計                   | 出場3回/優勝1回        | 出場3回/優勝1回        | 16                     | 9                      | 4                      | 3                      | 28                     | 10                     | -                      |                        |

### FIFAコンフェデレーションズカップ
| 開催年 | 結果            | 試合 | 勝利 | 引分 | 敗戦 | 得点 | 失点 |
| ------ | --------------- | ---- | ---- | ---- | ---- | ---- | ---- |
| 2017   | 3位             | 5    | 3    | 2*   | 0    | 9    | 3    |
| 合計   | 出場1回/優勝0回 | 5    | 3    | 2*   | 0    | 9    | 3    |

### オリンピック
| オリンピック | オリンピック                        | オリンピック | オリンピック | オリンピック | オリンピック | オリンピック | オリンピック |          |
| 開催年       | 結果                                | 試           | 勝           | 分           | 負           | 得           | 失           |          |
| ------------ | ----------------------------------- | ------------ | ------------ | ------------ | ------------ | ------------ | ------------ | -------- |
| 1908         | 予選敗退                            | 予選敗退     | 予選敗退     | 予選敗退     | 予選敗退     | 予選敗退     | 予選敗退     | 予選敗退 |
| 1912         | 予選敗退                            | 予選敗退     | 予選敗退     | 予選敗退     | 予選敗退     | 予選敗退     | 予選敗退     | 予選敗退 |
| 1920         | 予選敗退                            | 予選敗退     | 予選敗退     | 予選敗退     | 予選敗退     | 予選敗退     | 予選敗退     | 予選敗退 |
| 1924         | 予選敗退                            | 予選敗退     | 予選敗退     | 予選敗退     | 予選敗退     | 予選敗退     | 予選敗退     | 予選敗退 |
| 1928         | ベスト8                             | 3            | 2            | 0            | 1            | 7            | 5            |          |
| 1936         | 予選敗退                            | 予選敗退     | 予選敗退     | 予選敗退     | 予選敗退     | 予選敗退     | 予選敗退     | 予選敗退 |
| 1948         | 予選敗退                            | 予選敗退     | 予選敗退     | 予選敗退     | 予選敗退     | 予選敗退     | 予選敗退     | 予選敗退 |
| 1952         | 予選敗退                            | 予選敗退     | 予選敗退     | 予選敗退     | 予選敗退     | 予選敗退     | 予選敗退     | 予選敗退 |
| 1956         | 予選敗退                            | 予選敗退     | 予選敗退     | 予選敗退     | 予選敗退     | 予選敗退     | 予選敗退     | 予選敗退 |
| 1960         | 予選敗退                            | 予選敗退     | 予選敗退     | 予選敗退     | 予選敗退     | 予選敗退     | 予選敗退     | 予選敗退 |
| 1964         | 予選敗退                            | 予選敗退     | 予選敗退     | 予選敗退     | 予選敗退     | 予選敗退     | 予選敗退     | 予選敗退 |
| 1968         | 予選敗退                            | 予選敗退     | 予選敗退     | 予選敗退     | 予選敗退     | 予選敗退     | 予選敗退     | 予選敗退 |
| 1972         | 予選敗退                            | 予選敗退     | 予選敗退     | 予選敗退     | 予選敗退     | 予選敗退     | 予選敗退     | 予選敗退 |
| 1976         | 予選敗退                            | 予選敗退     | 予選敗退     | 予選敗退     | 予選敗退     | 予選敗退     | 予選敗退     | 予選敗退 |
| 1980         | 予選敗退                            | 予選敗退     | 予選敗退     | 予選敗退     | 予選敗退     | 予選敗退     | 予選敗退     | 予選敗退 |
| 1984         | 予選敗退                            | 予選敗退     | 予選敗退     | 予選敗退     | 予選敗退     | 予選敗退     | 予選敗退     | 予選敗退 |
| 1988         | 予選敗退                            | 予選敗退     | 予選敗退     | 予選敗退     | 予選敗退     | 予選敗退     | 予選敗退     | 予選敗退 |
| 通算         | 最高成績 : ベスト8 19大会中/1回出場 | 3            | 2            | 0            | 1            | 7            | 5            |          |

## 監督
- ジョゼ・トーレス 1984-1986
- ルイ・セアブラ 1986-1987
- ジュカ（英語版） 1987-1989
- アルトゥール・ジョルジェ 1989-1991
- カルロス・ケイロス 1991-1993
- ネロ・ヴィンガーダ（英語版） 1993-1994
- アントニオ・オリヴェイラ 1994-1996
- アルトゥール・ジョルジェ 1996-1997
- ウンベルト・コエリョ 1997-2000
- アントニオ・オリヴェイラ 2000-2002
- ルイス・フェリペ・スコラーリ 2003-2008
- カルロス・ケイロス 2008-2010
- パウロ・ベント 2010-2014
- フェルナンド・サントス 2014-2022
- ロベルト・マルティネス 2023-

## 記録

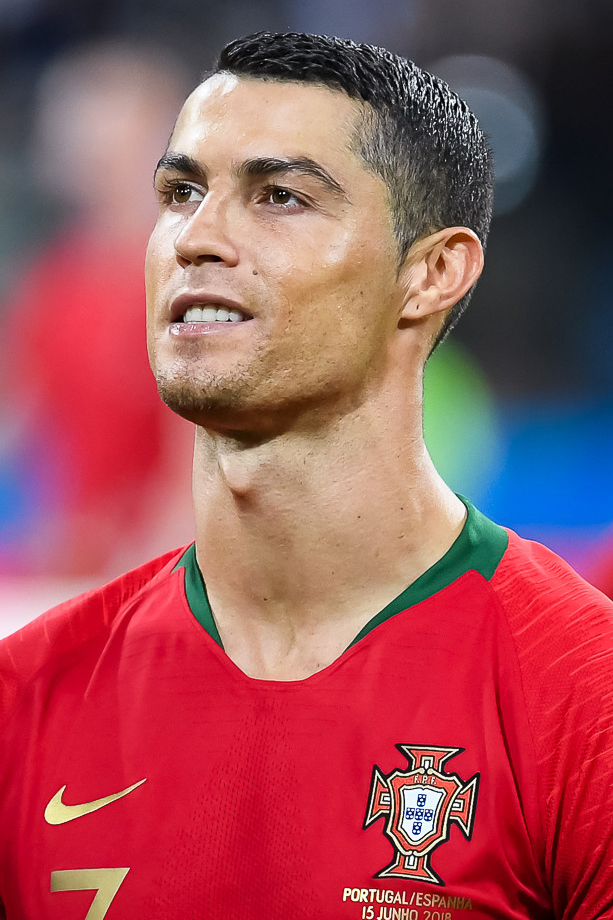
最多出場・最多得点者であるクリスティアーノ・ロナウド

### 出場数ランキング
2023年11月20日時点
| #  | 名前                       | 出場 | 得点 | 初出場         | 最終出場       |
| -- | -------------------------- | ---- | ---- | -------------- | -------------- |
| 1  | クリスティアーノ・ロナウド | 205  | 128  | 2003年8月20日  | 2023年11月20日 |
| 2  | ジョアン・モウティーニョ   | 146  | 7    | 2005年8月17日  | 2022年6月9日   |
| 3  | ぺぺ                       | 134  | 8    | 2007年11月21日 | 2023年6月20日  |
| 4  | ルイス・フィーゴ           | 127  | 32   | 1991年10月12日 | 2006年7月8日   |
| 5  | ナニ                       | 112  | 24   | 2006年9月1日   | 2017年7月2日   |
| 6  | フェルナンド・コウト       | 110  | 8    | 1990年12月19日 | 2004年6月30日  |
| 7  | ルイ・パトリシオ           | 107  | 0    | 2010年11月17日 | 2023年3月26日  |
| 8  | ブルーノ・アルヴェス       | 96   | 11   | 2007年6月5日   | 2018年6月7日   |
| 9  | ルイ・コスタ               | 94   | 26   | 1993年3月31日  | 2004年7月4日   |
| 10 | リカルド・カルヴァーリョ   | 89   | 5    | 2003年10月11日 | 2016年6月22日  |

### 得点数ランキング
2023年11月20日時点
| #  | 名前                       | 得点 | 出場 | 得点率 | 初出場         | 最終出場       |
| -- | -------------------------- | ---- | ---- | ------ | -------------- | -------------- |
| 1  | クリスティアーノ・ロナウド | 128  | 200  | 0.62   | 2003年8月20日  | 2023年11月20日 |
| 2  | ペドロ・パウレタ           | 47   | 88   | 0.53   | 1997年8月20日  | 2006年7月8日   |
| 3  | エウゼビオ                 | 41   | 64   | 0.64   | 1961年10月8日  | 1973年10月13日 |
| 4  | ルイス・フィーゴ           | 32   | 127  | 0.25   | 1991年10月12日 | 2006年7月8日   |
| 5  | ヌーノ・ゴメス             | 29   | 79   | 0.37   | 1996年1月24日  | 2011年10月11日 |
| 6  | エルデル・ポスティガ       | 27   | 71   | 0.38   | 2003年6月13日  | 2014年11月14日 |
| 7  | ルイ・コスタ               | 26   | 94   | 0.28   | 1993年3月31日  | 2004年7月4日   |
| 8  | ナニ                       | 24   | 112  | 0.21   | 2006年9月1日   | 2017年7月2日   |
| 9  | ジョアン・ピント           | 23   | 81   | 0.30   | 1991年10月12日 | 2002年6月14日  |
| 10 | ネネ                       | 22   | 66   | 0.33   | 1971年4月21日  | 1984年6月23日  |
| 10 | シモン                     | 22   | 85   | 0.26   | 1998年10月18日 | 2010年6月29日  |